# نیک پارک
نیک پارک (انگلیسی: Nick Park؛ زادهٔ ۶ دسامبر ۱۹۵۸) کارگردان، تهیه‌کننده و پویانمای اهل بریتانیا است. وی تا کنون چهار بار برندهٔ جایزه اسکار شده است. 
او که بیشتر به‌خاطر ساختِ انیمیشن‌های والاس و گرومیت و بره ناقلا مشهور است